# Giovanni Ambrogio de Predis
Giovanni Ambrogio de Predis (Bergün Filisur, 1455 — Milão, 1508) foi um pintor italiano da Renascença, nativo de Milão. É conhecido por ter colaborado com Leonardo da Vinci, e seu irmão Evangelista de Pedris no tríptico da Madona das Rochas. Ficou famoso por seus retratos, incluindo miniaturas, para a corte de Ludovico Sforza.  Antes de se casar com a filha de Galeazzo Maria Sforza, Maximiliano I pediu que se fizesse um retrato da moça para que tivesse uma ideia de sua aparência antes de casar. Foi Predis quem fez o retrato, e ele mesmo foi junto com a filha de Sforza para Innsbruck, em 1493. Depois de um ano, retornou a Milão, onde trabalhou na confecção de moedas e tapeçaria. 

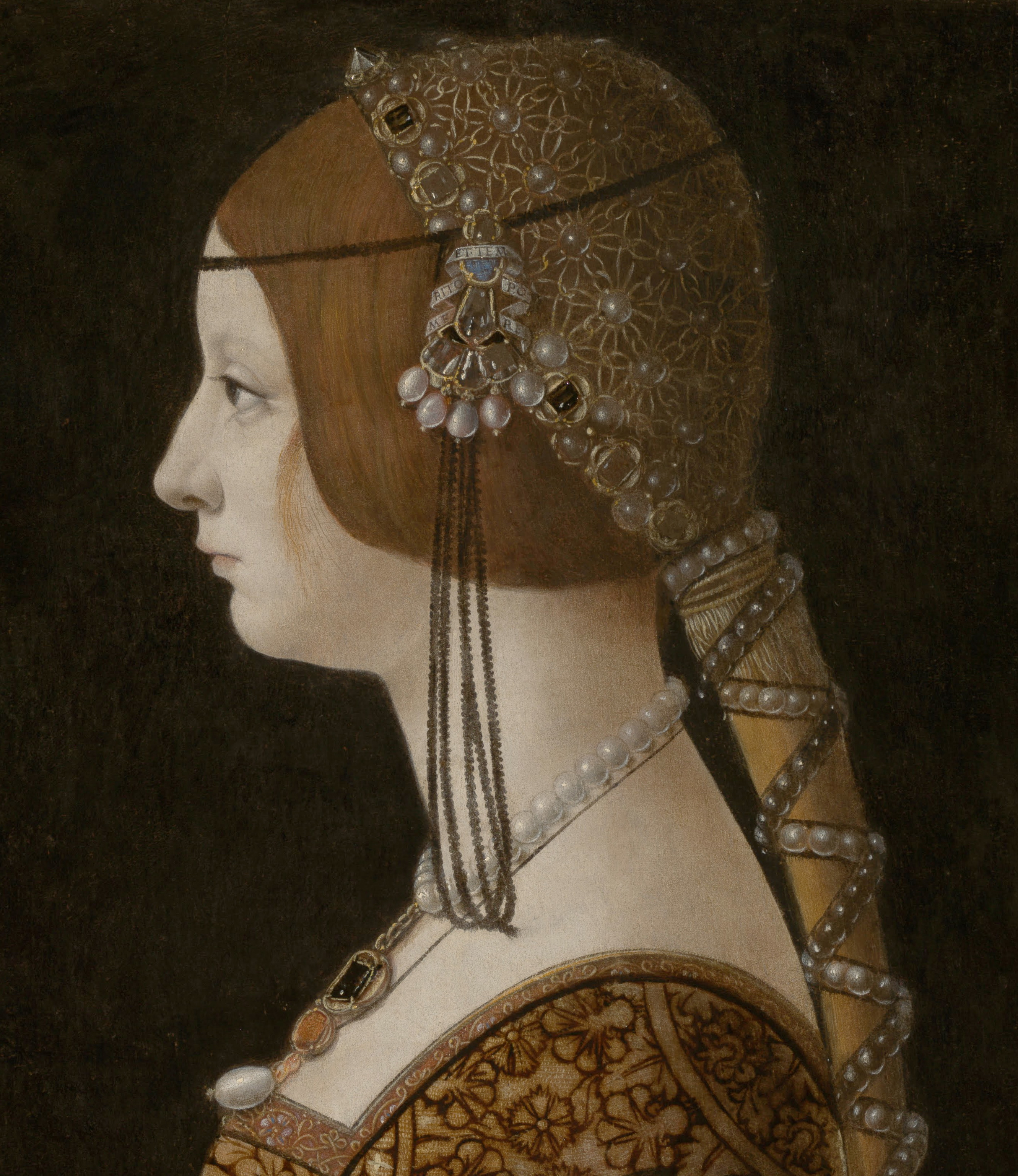
Retrato de Bianca Maria Sforza - 1493

Em 1502, produziu a única obra sua assinada: um retrato do Imperador Maximiliano. Outras obras ainda estão sendo analisadas para se creditar sua autoria.   